# Дисаул
Дисаул је у грчкој митологији је био полубог елеусинских мистерија.

## Етимологија
Његово име је сачињено од грчких речи dys и aulê и има значење „од несрећне куће“.

## Митологија
Био је божанство или херој елеусинских мистерија за област светих поља Рара, где је посејано прво зрно (житарица). Као његови родитељи су се наводили Геја и Елеусин, а као синови Еубулеј и Триптолем. Такође, његове кћерке, које је имао са Баубом, биле су Протоноја и Неса. Према традицији у Флији, коју је Паусанија забележио, али није у њу веровао, из Елеусине га је протерао Ион и он је отишао у Флију. Тамо је установио елеусинске мистерије. Његов гроб је приказиван у Келеји, названој према његовом брату, Келеју. Роберт Гревс је навео да је Дисаул заправо надимак Келеја, који се такође наводио као Триптолемов отац, а који је добио јер је заплакао због несреће која је задесила његов дом. Богиња Деметра је његовог сина Абанта претворила у гуштера јер ју је увредио, а други син Демофонт је умро несрећним случајем док је богиња покушавала да му подари бесмртност.

## Биологија
Латинско име ове личности (Dysaules) је назив за род инсеката у оквиру реда богомољки.